# Geocoris phaeopterus
Espèce
Synonymes
- Ophtalmicus phaeopterus Germar, 1837[1]

Geocoris phaeopterus est une espèce d'insectes hétéroptères des milieux subdésertiques.

## Systématique
L'espèce Geocoris phaeopterus a été initialement décrite en 1837 par Ernst Friedrich Germar sous le protonyme d’Ophtalmicus phaeopterus.

## Publication originale
- (la) E. F. Germar, « Hemiptera Heteroptera Promontorii Bonae Spei, nundum descripta, quae Collegit C. F. Drège et porponit », Revue entomologique, Strasbourg et Paris, Inconnu, vol. 5,‎ 1837, p. 121-192 (ISSN 2019-9910, OCLC 1764155, lire en ligne).